# Съседен клас
В теория на групите, левите/десни съседни класове на група {\displaystyle G\,} по дадена подгрупа {\displaystyle H\,}, представляват съвкупности от множества, получени чрез умножаване (или събиране, ако записът е адитивен) отляво/отдясно на елементите от групата с всички елементи на подгрупата. Ако левите съседни класове съвпадат със съответните десни съседни класове за всеки елемент на групата, то подгрупата {\displaystyle H\,} се нарича нормална подгрупа на {\displaystyle G\,}.

## Формално определение
Нека {\displaystyle G\,} е група с мултипликативен запис на операцията, {\displaystyle H\leq G\,} е нейна подгрупа и е даден елемент {\displaystyle g\in G\,}. Множеството {\displaystyle gH=\{gh\,|\,h\in H\}} се нарича ляв съседен клас на {\displaystyle G\,} по {\displaystyle H\,}. Множеството {\displaystyle Hg=\{hg\,|\,h\in H\}} е десен съседен клас на {\displaystyle G\,} по {\displaystyle H\,}.

## Свойства
Всеки елемент на групата принадлежи на някой ляв/десен съседен клас.
Един елемент {\displaystyle g\in G\,} принадлежи на дадена подгрупа {\displaystyle H\leq G\,}, когато {\displaystyle gH\,} и {\displaystyle Hg\,} съвпадат с {\displaystyle H\,}, т.е. {\displaystyle g\in H\iff gH=H=Hg}.
Всеки два различни леви/десни съседни класа нямат общи елементи. Ако два леви/десни съседни класа притежават общ елемент, то те съвпадат.
Всяка крайна група (група с краен брой елементи) има еднакъв брой леви и десни съседни класове по дадена подгрупа. Ред на крайна група {\displaystyle |G|\,} е броя на елементите на {\displaystyle G\,}
Ако подгрупата, по-която се формират съседните класове, е крайна, то броят на елементите в подгрупата е равен на броя на елементите в съседния ляв/десен клас {\displaystyle |H|=|gH|=|Hg|\,}.
Единствено {\displaystyle eH=H=He\,} е ляв/десен съседен клас, който е подгрупа на {\displaystyle G\,}, където с {\displaystyle e\,} отбелязваме единичния елемент на {\displaystyle G\,}.

## Теорема на Лагранж
Нека {\displaystyle G\,} е крайна група и {\displaystyle H\,} е нейна подгрупа. Индекс {\displaystyle |G:H|\,} на {\displaystyle H\,} в {\displaystyle G\,}, е броят на левите (десни) съседни класове на {\displaystyle G\,} по {\displaystyle H\,}.
Теорема: {\displaystyle |G|=|H||G:H|\,}.
Теоремата е наречена на Лагранж — един от пионерите на теория на групите. Първото доказателство е на Абати от 1803.